# Rafael Branco
Rafael Branco, né le 7 septembre 1953, est un homme politique santoméen. Il est Premier ministre de 2008 à 2010.

## Biographie
Membre du Mouvement pour la libération de Sao Tomé-et-Principe – Parti social-démocrate (MLSTP-PSD), Rafael Branco occupe le poste de ministre des Affaires étrangères de 2000 à 2001, puis celui de ministre des Travaux publics et des Ressources humaines en 2003. En juillet de la même année, il est pris en otage par Fernando Pereira lors de son coup d'État contre le gouvernement.
En mai 2008, le Premier ministre Patrice Trovoada (Action démocratique indépendante) perd le vote de confiance au Parlement. Rafael Branco lui succède le 22 juin 2008, jusqu'au 14 août 2010, date à laquelle Trovoada reprend son poste.
En 2014, il quitte le MLSTP-PSD et fonde le Parti de la stabilité et du progrès social (Partido da Estabilidade e Progresso Social, PEPS). Il en est la tête de liste aux élections législatives organisées la même année. C'est un échec et la nouvelle organisation cesse toute activité, avant d'être dissoute en 2017.
Il candidate en 2022 à la présidence du MLSTP-PSD. Il obtient 20 % des suffrages au congrès, terminant troisième du scrutin.

## Distinctions
- Grand-croix de l'ordre de l'Infant Dom Henri